# Kaarma-Kirikuküla
Kaarma-Kirikuküla est un village de la commune de Saaremaa (jusqu'en octobre 2017 commune de Lääne-Saare) du comté de Saare en Estonie.
Au 31 décembre 2011, il comptait 18 habitants.